# Joan Olivé
Pour les articles homonymes, voir Olive (homonymie).
Joan Olivé Marquez, né le 22 novembre 1984 à Tarragone en Espagne, est un pilote professionnel de moto. Il concourt actuellement dans la catégorie des 125 cm³ aux championnats du monde. Il a commencé sa carrière lors du championnat du monde de vitesse moto 2001.

## Performances en championnat du monde
| Saison | catégorie | Moto    | Courses | Gagné | Podiums | Pole position | Points | Arrivé |
| ------ | --------- | ------- | ------- | ----- | ------- | ------------- | ------ | ------ |
| 2001   | 125 cm³   | Honda   | 16      | 0     | 0       | 0             | 34     | 19e    |
| 2002   | 125 cm³   | Honda   | 16      | 0     | 1       | 0             | 76     | 12e    |
| 2003   | 250 cm³   | Aprilia | 16      | 0     | 0       | 0             | 38     | 12e    |
| 2004   | 250 cm³   | Aprilia | 16      | 0     | 0       | 0             | 27     | 19e    |
| 2005   | 125 cm³   | Aprilia | 16      | 0     | 1       | 0             | 60     | 14e    |
| 2006   | 125 cm³   | Aprilia | 16      | 0     | 0       | 0             | 85     | 10e    |
| 2007   | 125 cm³   | Aprilia | 17      | 0     | 2       | 0             | 131    | 8e     |
| 2008   | 125 cm³   | Derbi   | 17      | 0     | 4       | 0             | 142    | 7e     |
| 2009   | 125 cm³   | Derbi   | 4       | 0     | 0       | 0             | 14     | 16e    |
| Total  |           |         | 134     | 0     | 8       | 0             | 607    |        |